# Amber

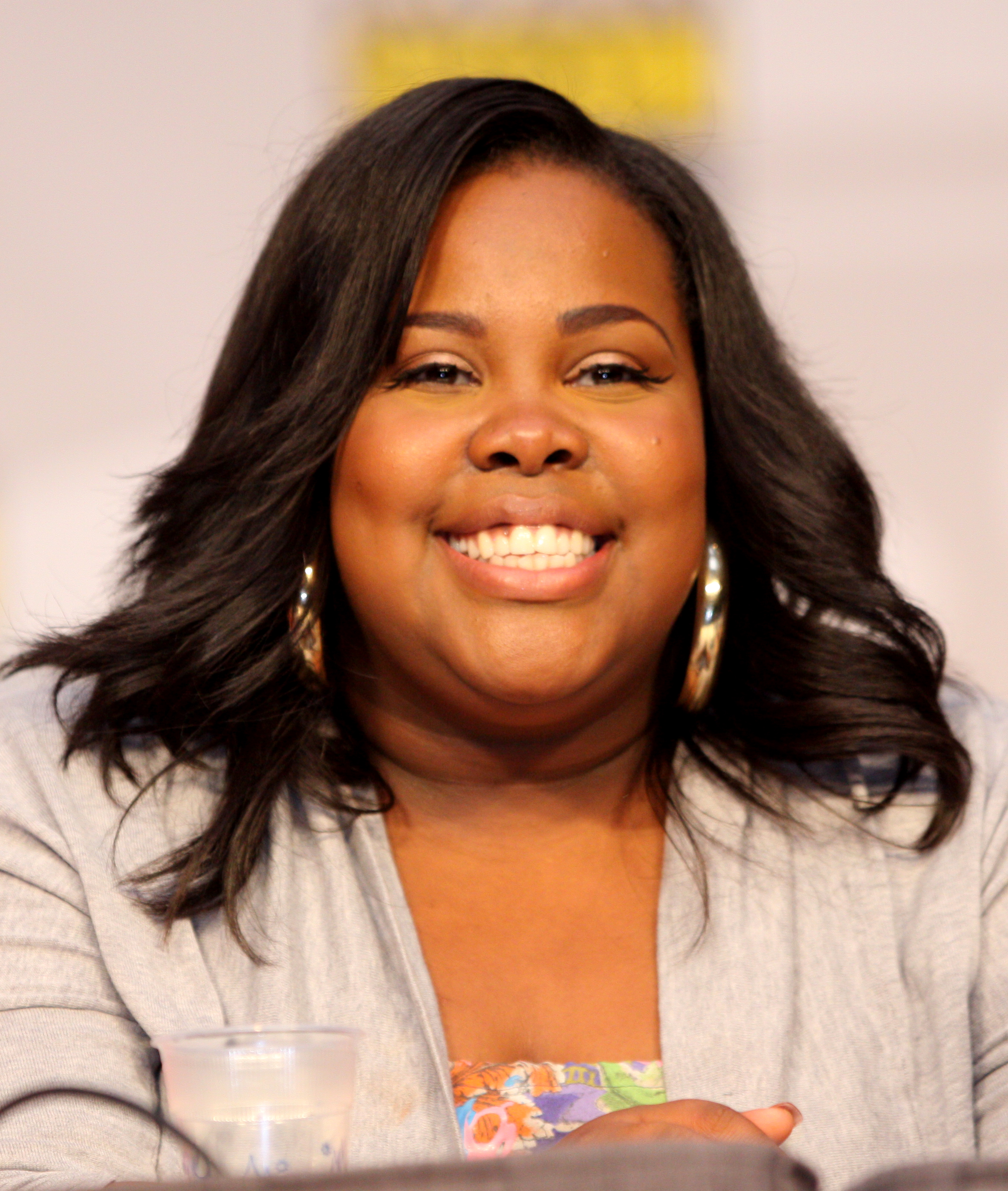
Amber Riley

Amber är ett engelskt kvinnonamn som betyder bärnsten.
Den 31 december 2014 fanns det totalt 264 kvinnor folkbokförda i Sverige med namnet Amber, varav 156 bar det som tilltalsnamn.
Namnsdag i Sverige: saknas

## Personer med namnet Amber
- Amber Benson, amerikansk skådespelerska
- Amber Bondin, maltesisk sångerska
- Amber Heard, amerikansk skådespelerska
- Amber Liu, amerikansk sångerska
- Amber Riley, amerikansk skådespelerska
- Amber Tamblyn, amerikansk skådespelerska och poet